# 伊雷妮·冈萨雷斯
伊雷妮·冈萨雷斯（西班牙語：Irene González，1996年7月23日—），西班牙女子水球运动员。她曾代表西班牙国家队参加2020年夏季奥林匹克运动会女子水球比赛，获得一枚银牌。